# Porcellionides sexfasciatus
Porcellionides sexfasciatus är en kräftdjursart som först beskrevs av Koch 1847.  Porcellionides sexfasciatus ingår i släktet Porcellionides och familjen Porcellionidae.

## Underarter
Arten delas in i följande underarter:
- P. s. mamorensis
- P. s. sexfasciatus
- P. s. lusitanus
- P. s. lucasioides
- P. s. hispanus
- P. s. bernardi